# Argentagrion ambiguum
Argentagrion ambiguum – gatunek ważki z rodziny łątkowatych (Coenagrionidae). Występuje w Ameryce Południowej – w południowo-wschodniej Brazylii, Paragwaju, Urugwaju i północnej Argentynie.